# 渡邊靜
渡邊靜（日语：／ Watanabe Shizumu，7月21日—）出生於日本愛媛縣的漫畫家。舊筆名為栖徒伊シズム，畢業於大阪交流藝術專門學校，師承東村明子。

## 經歷
- 2003年 - 『クローゼットチャイルド』で『週刊少年Magazine』第6・7學期漫畫雜誌大獎入圍。
- 2004年 - 『学舎オーバードライヴ』で『週刊少年Magazine』第72回週刊少年Magazine新人漫畫獎入圍。同年在『マガジンSPECIAL』於第7號刊載。
- 2005年 - 『イロコイ』在『マガジンSPECIAL』第2至6號短期集中連載。
- 2006年 - 『CHIMES』在『マガジンSPECIAL』第11號開始連載。

## 作品列表
- （《Magazine SPECIAL》 2005年No.2－No.6）
- CHIMES（鳴鐘學園On line）（《Magazine SPECIAL》 2006年No.11－2008年No.8，全5巻）（東立代理）
- 虛擬女友（日语：この彼女はフィクションです。）（《週刊少年Magazine》2011年11號－45號，全4卷）（東立代理）
- 思春期的鋼鐵少女（日语：思春期のアイアンメイデン）（《YOUNG GANGAN》2012年21號－2014年20號，全5卷）（東立代理）
- KIG⊃R∩MI―（短篇版，原作：黒形圭；《週刊YOUNG JUMP》2012年35號）
- KIG⊃R∩MI―（連載版，原作：黒形圭；《Miracle Jump》No.12－No.15）
- REAL ACCOUNT 真實帳號（原作：億章（日语：オクショウ）；《別冊少年Magazine》（第1期）2014年2月號－10月號，《週刊少年Magazine》2015年4・5合併號－2018年29號，《別冊少年Magazine》（第2期）2018年9月號－2019年12月號，全24卷）（東立代理）
- 獻給魔女的詭術（日语：魔女に捧げるトリック）（《週刊少年Magazine》2020年39號－2021年19号，全4卷）（東立代理）
- DEAD ACCOUNT 死亡帳號（デッドアカウント）（《週刊少年Magazine》2023年7号－2023年40号，之後移籍至《Magazine Pocket》 ，既刊7卷）（東立代理）

## 其他
- 漫畫家與助手（第八集片尾插圖）
- 亞爾斯蘭戰記（第五集片尾插圖）

## 外部連結
- シズムブログ （页面存档备份，存于） 本人網誌
- 渡邊靜的X（前Twitter）